# 谷井農園
株式会社谷井農園（たにいのうえん）は、和歌山県湯浅町の柑橘栽培を行う会社。
付加価値をつけた果物をつくる農家の1つであり、1キログラム当たり90円だったミカンを2400円で販売するようになった6次産業化の成功例として知られる。

## 概要
谷井康人（1966年生）は19歳のときにはカリフォルニア大学でコンピュータサイエンスを学び始めていたが、当時45歳だった父親が肝臓がんで余命わずかとの知らせを受け、急遽日本に戻り、3代目として谷井農園を継ぐことになった。なお、父親はその後持ち直し、2016年時点でも存命である。
谷井が農園を継いだ1985年当時、有田地域では各みかん農家が生産するミカンは農協が買い上げて、外形や大きさから等級と階級に選別されていたため、農協の規格に合致した「外見が綺麗なミカン」をつくることに、各農家は注力していた。ミカンの花に蜜を吸いに集まったハチが果実に小さな傷をつけることがあり、この傷は美味しいミカンの証左でもあるのだが、「見た目が悪い」という理由で市場では売れなかった。谷井はこうした市場の対応に疑問を持ち、農協買い上げではなく、個人通販を販路として選び、多少外見が悪くても美味しいミカンを個人顧客に販売していった。
生食用ミカンの市場価格は1キログラムあたり100円前後で、高くても10倍程度である。ジュースの原料になるランクだと1キログラムあたり10円が相場となるが、1キログラムのミカンをジュースに加工されたものは2400円で販売することが可能である。1995年頃、谷井は生食向きではないミカンをジュースに加工して販売することを思いつき、研究のため市販フルーツジュースを数多く試してみたところ、どこのジュースの味も似通っていることに気付く。その理由はどこも大手メーカーの機械を使い、同様の熱殺菌方法で処理しているためであった。アメリカ留学時にアメリカで飲んだジュースが美味かったことを思い出した谷井は、2000年にアメリカ製のジュース搾り機を導入する。なお、この機械は特許の関係で販売はされていなかったため、年間のリース料を支払っている。
谷井農園で作ったジュースはパークハイアット東京、ザ・ペニンシュラ東京などから購入されている。これらホテルからの発注量は少量であるため、買取単価が高額でもあっても赤字である。しかしながら、これらブランドホテルとの取引実績が、谷井農園のブランド価値を高めることに貢献していると酒井光雄は指摘している。アマンリゾーツが大手町タワーに開業したアマン東京とでオリジナルデザインの瓶入りジュース（180ミリリットル、980円）を共同開発した際の発表で、アマン東京側が「契約農家」ではなく谷井農園の名前を表に打ち出したことが決定打となる。
谷井農園では伝統的な農法にこだわる栽培を実践している。以下に例を挙げる。
- 地下水の多い畑では、瓦や石を敷き詰めた上に土を被せてから苗木を植える。根が地中で伸びず、水分を摂りにくい状態にし、ミカンの樹にストレスを与えることで果実の糖度を高める。
- 酵母菌を混ぜて培養した赤土を果実の味が決まる前後に時期に畑へ混ぜる。化学肥料の普及以前に行われていた技法である。

## 著作
- 谷井康人『奇跡のみかん農園 けっして妥協しない零細農家のすごい仕事の話』ソフトバンククリエイティブ、2016年。ISBN 978-4797386981。